# Stolzia peperomioides
Stolzia peperomioides är en orkidéart som först beskrevs av Friedrich Fritz Wilhelm Ludwig Kraenzlin, och fick sitt nu gällande namn av Victor Samuel Summerhayes. Stolzia peperomioides ingår i släktet Stolzia och familjen orkidéer.

## Underarter
Arten delas in i följande underarter:
- S. p. peperomioides
- S. p. thomensis